# Boleslau II de Polònia
Boleslau II l'Atrevit (en polonès: Bolesław Śmiały, també conegut com a Szczodry, "el Generós"," i Okrutny, "el Cruel"; 1039-1081 o 1082) va ser duc de Polònia (1058-1076), i rei de Polònia (1076-1079).
Accedia a la corona reial de Polònia el 1076, junt amb el reconeixement del títol. Els governants de Polònia havien desitjat molt de temps regnar contínuament com feien els seus veïns reials a Hongria, però com els seus veïns de Bohèmia només se'ls hi concedia ocasionalment el reconeixement de rei per l'emperador.
Boleslau donava suport al papa Gregori VII en la darrera lluita amb Enric IV del Sacre Imperi Romanogermànic; però el 1079 Boleslau assassinava el Bisbe de Cracòvia, sant Estanislau Szczepanowski, en l'anticipació misteriosa del martiri similar de gairebé un segle més tard, el 1170, del d'Anglaterra Thomas Becket.
Com a resultat d'aquest fet, el rei Boleslau era deposat i forçat a exiliar-se a Hongria, on morí el 1081. Fou succeït al poder pel seu germà, Ladislau I el Sant.